# Tomás Domínguez Arévalo
Tomás Domínguez Arévalo, més conegut pel seu títol nobiliari de comte de Rodezno (Madrid, 26 de setembre de 1882 - Villafranca, Navarra, 10 d'agost de 1952), fou un polític espanyol d'ideologia carlina tradicionalista i franquista.

## Biografia
Era d'origen navarrès per part de la seva mare, la comtessa de Rodezno, esposa de Tomás Domínguez Romera.
Va estudiar la carrera de Dret a Madrid, on es llicencià el 1904 i fou un important terratinent. Va iniciar la seva carrera política com a alcalde de Villafranca i posteriorment va ser diputat a Corts per Aoiz el 1916 i 1918. Senador el 1921 i 1923. Durant el període de la Segona República de 1931 a 1936 va ser diputat per Navarra. Encara que inicialment va donar suport a l'Estatut Basc finalment se'n va convertir en un aferrissat enemic, perquè considerava que havia de ser confessional. Va abandonar la comissió de Reforma Agrària i va fundar la Asociación de Terratenientes de Navarra, amb la intenció d'anul·lar les reclamacions dels jornalers.
Va ser monàrquic tradicionalista, arribant a presidir la Junta Suprema del partit. Enemic declarat de la República, va estar implicat en la intent de cop d'estat de José Sanjurjo el 1932. Posteriorment va negociar amb Emilio Mola la participació del tradicionalisme en l'aixecament militar de juliol de 1936. Va estar present en les negociacions per a la unificació de Falange i el Tradicionalisme.
El 1938, en plena Guerra Civil va ser nomenat Ministre de Justícia, derogant la legislació republicana, per a posar les bases del nou règim dictatorial. Va modificar el Codi Penal, va reintegrar en els seus llocs als antics jutges, es van reconstruir els Registres de Propietat, va derogar les disposicions relatives al matrimoni civil i condició de la dona casada, va restaurar la Companyia de Jesús… Va cessar en el càrrec el setembre de 1939. El 1940 va ser designat Diputat foral per la merindad de Tudela, corresponent-li per majoria d'edat la vicepresidència de la Diputació, càrrec que va ocupar fins a 1948. El van nomenar Fill Predilecte de Navarra i després de la seva mort Francisco Franco el va nomenar Gran d'Espanya (1 d'octubre de 1952).
A més de la seva labor política, també va escriure sobre història. El 1909 va publicar la seva primera obra monogràfica: Los Teobaldos de Navarra. Ensayo de crítica histórica, a la qual haurien de seguir De tiempos lejanos, glosas históricas (navarras medievales), La princesa de Beira y los hijos de D. Carlos, Carlos VII, duque de Madrid, La propiedad privada en Navarra y un informe sobre la reforma tributaria, El Dr. Navarro D. Martín de Azpilcueta. Amb motiu de la seva recepció en la Reial Acadèmia de la Història el 1944 va llegir el discurs Austrias y Albrets ante la incorporación de Navarra a Castilla. Va ser el fundador i primer president de la Institució "Principe de Viana".

## Homenatge

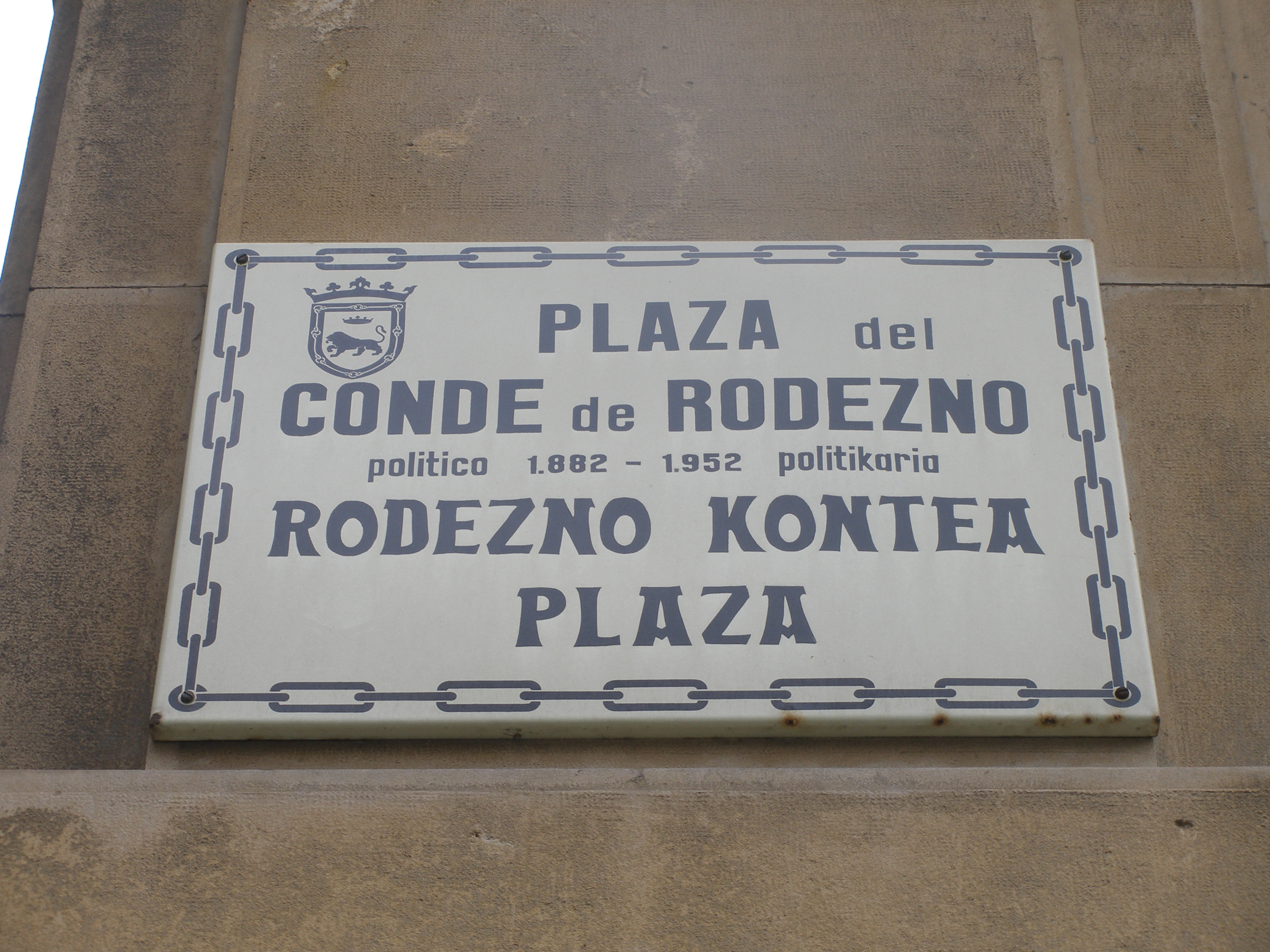
Cartell de la plaça Conde Rodezno de Pamplona al·lusiva a Tomás Domínguez Arévalo. Aquestes plaques han estat substituïdes per altres genèriques al títol nobiliari el juny de 2009.

En el Segon Eixample de Pamplona se li va dedicar durant el Franquisme una plaça en la seva memòria amb la denominació de "Plaza Conde Rodezno", amb la imponent presència del Monument als Caiguts en homenatge als morts en combat en el bàndol revoltat. Al març de 2009 per complir la llei de Memòria Històrica i la llei de Símbols de Navarra l'ajuntament de Pamplona va aprovar, per part de Nafarroa Bai (Na Bai), Partit Socialista de Navarra (PSN) i els regidors no adscrits triats per Acció Nacionalista Basca una modificació del canvi de nom a la qual es va oposar Unió del Poble Navarrès (UPN). Adduint que aquesta era una atribució exclusiva de l'alcaldessa, Yolanda Barcina, actual presidenta és d'UPN, aquesta va signar la resolució per la qual la plaça deixava d'honrar personalment a Tomás Domínguez Arévalo i passava a portar el nom del títol nobiliari, Conde de Rodezno, de manera general. Donada aquesta argúcia legal per mantenir el nom de la plaça, NaBai i PSN van recórrer davant el Tribunal Administratiu de Navarra,. El mes de setembre el Tribunal va desestimar el recurs per no constituir el nom de la plaça una exaltació del franquisme, donada la redefinició del seu nom. El mes de juny de 2009 es van canviar els cartells de la plaça per uns altres en què s'al·ludeix a la creació del títol nobiliari en 1790.
Així mateix el Monument de Navarra als Morts de la Croada, més conegut com a Monument als Caiguts, en la cripta dels quals es conserven els mausoleus dels generals colpista Sanjurjo i Mola, es manté obert i va ser rebatejat per Yolanda Barcina, quan era alcaldessa d'UPN, com a "Sala d'Exposicions Conde de Rodezno".